# ミレーナ・ミコーニ
ミレーナ・ミコーニ （イタリア語: Milena Miconi, 1971年12月15日 - ） は、イタリアの女優。